# دهنه (قوبا)
دهنه (بالأذرية: Dəhnə (Quba)، بالفارسية: دهنه (قوبا): هي قرية في مقاطعة قوبا في أذربيجان. تشكل القرية جزءًا من بلدية بوسته قاسم.